# Антистрофа
Антистрофа́ (др.-греч. ἀντιστροφή — поворот назад, «противоповорот») — в античной поэзии вторая строфа трёхчастной суперстрофы (строфа-антистрофа-эпод), предназначенной для хорового исполнения. Ритмика (силлабо-метрического) стиха в антистрофе точно копирует ритмику строфы; вероятней всего, и музыка в антистрофе была той же, что в строфе. В трагедии хор пел антистрофу, возвращаясь к тому месту, с которого он начинал исполнение строфы (отсюда название), таким образом, возникла парная структура; после нескольких пар С-А, С-А <…> песня завершалась эподом. В лирических жанрах (хоровая мелика) строфы, антистрофы и эподы чередовались триадами (С-А-Э, С-А-Э, <…>).
Антистрофы встречаются, например, в одах Стесихора, Пиндара, в трагедиях Софокла, Еврипида и др., например, в Олимпийской оде № 13 Пиндара. Ввиду исключительной сложности метра и масштаба строфы, передать в русском переводе метрическую идентичность строфы и антистрофы не представляется возможным. Эта идентичность ясно видна в греческом оригинале, где строфа и антистрофа построены из 8 строк одинаковой длины: 7|11|11|10|12|22|17|11, а эпод представляет собой 7-строчную, метрически обособленную, строфу.
Спартанский декрет, осудивший Тимофея Милетского, упоминает антистрофу в связи с дифирамбом.